# Абдаллах I ибн Ибрахим
Абу аль-Аббас Абдаллах ибн Ибрахим (араб. أبو العباس عبد الله بن إبراهيم‎; ум. 817) — эмир Ифрикии из династии Аглабидов (812—817).

## Биография
Был сыном эмира Ибрахима ибн аль-Аглаба, после смерти отца в 812 году стал эмиром. Ввёл высокие налоги, чем вызвал недовольство не только своих подданных, но и своих родственников. 
Скончался в 817 году, его сменил младший брат Зиядет-Аллах I.